# 热带风暴拉里
热带风暴拉里（英語：Tropical Storm Larry）是2003年大西洋飓风季形成的第12场热带风暴，也是这年从太平洋或大西洋影响墨西哥的8场风暴之一，这个数字已接近历史最高纪录。系统于2003年10月上旬由坎佩切湾的一场温带风暴发展形成，并达到风力时速100公里的最高强度。受弱转向气流影响，气旋向南移动并吹袭塔巴斯科州海岸线，是继1973年的热带风暴布伦达以来首次有风暴登陆塔巴斯科州。
拉里穿过特万特佩克地峡并产生暴雨，部分地区降雨量超过229毫米。降水引发洪灾和泥石流，导致成千上万的房屋受损。洪灾一共夺走了5人的生命，造成价值5360万美元的破坏。墨西哥在拉里来袭前后的很短时间里连续受到3个热带气旋袭击，另外两场分别是东太平洋的热带低气压诺拉和热带风暴奥拉夫。

## 气象历史
9月17日，一股东风波离开非洲西海岸。系统穿越存在大量风切变的大西洋，在此期间没有得到发展，组织结构杂乱无章，于9月26日到达加勒比海西部。东风波到达上层反气旋的下方，因此得以发展出有利的上层外流和深层对流。9月27日，系统在尤卡坦半岛以东数百英里海域发展出低气压区。气旋继续组织，在即将成为热带低气压之际于9月29日从尤卡坦半岛上岸。
由于与陆地发生相互作用，还受到干燥空气的不利影响，东风波因此减弱，并在进入坎佩切湾后与一片基本保持静止的锋面天气系统融合。在周围寒冷且干燥空气的影响下，系统发展出冷芯，于9月30日组织成温带低气压。墨西哥湾北部上空的大规模高气压天气系统迫使低气压南下，逐渐发展出显著对流。系统发展出暖芯，于10月1日在墨西哥坦皮科东南偏东方向约483公里洋面发展成热带风暴并获名“拉里”（Larry）。
在弱转向气流的影响下，拉里以每小时约3公里的速度缓慢向西飘移，外界环境也变得更有利于风暴强化，于10月3日达到持续风速每小时105公里的最高强度。受中层高压脊影响，风暴略朝东南偏南转向，其风力时速在97公里下保持了3天，然后于10月5日从塔巴斯科州的帕拉伊索（Paraíso）登陆墨西哥。拉里在陆地上空稳步减弱，于10月6日在行经特万特佩克地峡期间退化成残留低气压。风暴残留转向西南，于10月7日到达东太平洋。拉里的残留在东太平洋重新组织，美国国家飓风中心认为，系统有可能于10月9日重新发展成热带低气压。但随着对流的消亡，气象部门认为气旋不会再有进一步发展。

## 防灾措施
拉里的行踪飘忽不定，墨西哥联邦政府在风暴存在早期向韦拉克鲁斯到坎佩切之间地区发布热带风暴警告和飓风观察预警。10月4日，预警和警告范围向西扩展至图斯潘，次日又向东延伸至卡门城。面对风暴的威胁，政府关闭了墨西哥石油公司的3个输油港口。该公司为此动用储备油来确保继续获得收益。此外，风暴还导致该国多个船运港口关闭，如塔巴斯科州的多斯博卡斯（Dos Bocas）、韦拉克鲁斯州的夸察夸尔科斯，以及坎佩切州的卡约阿卡斯（Cayo Arcas）。墨西哥政府下令6个沿海州进入最高警戒状态，还为约1500人设立了75处避难所。政府还因风暴而宣布墨西哥东部大部分地区进入紧急状态。

## 影响

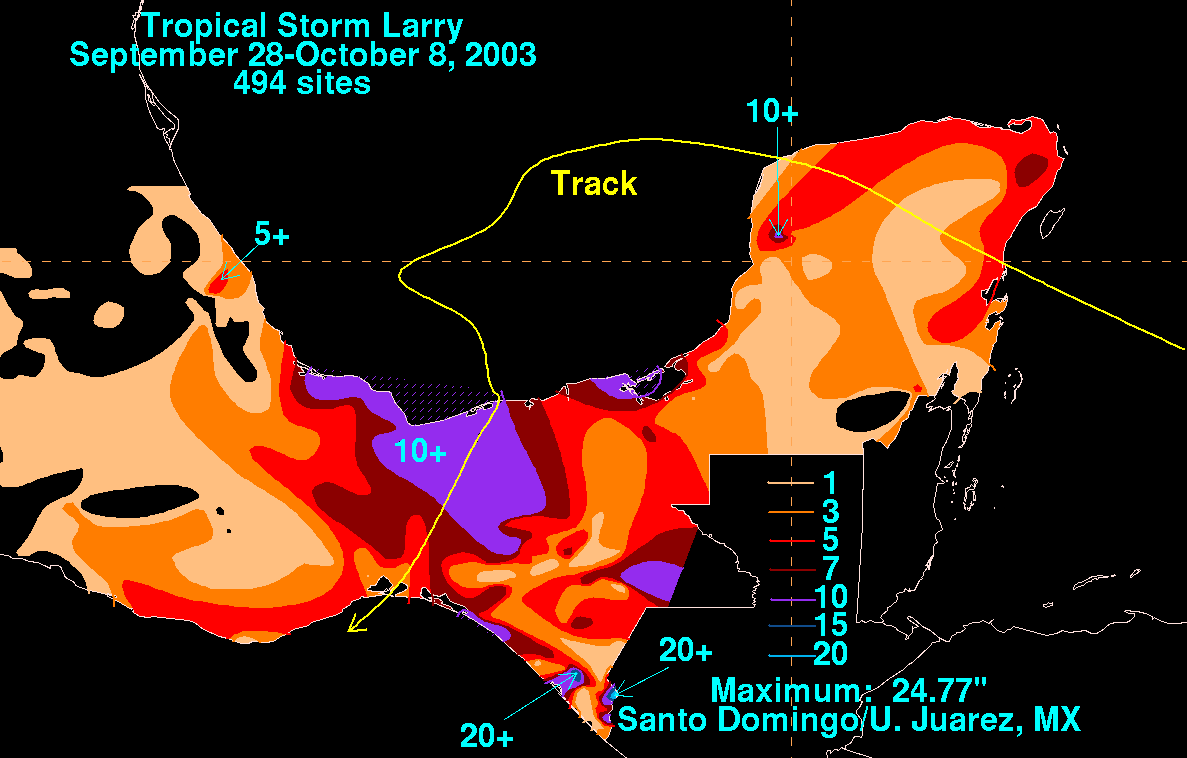
拉里产生的降水分布

2003年共有8场风暴从大西洋或太平洋吹袭墨西哥，是继1971年的9场以来最高的一年，热带风暴拉里便是其中之一。美国国家飓风中心曾预计风暴会产生0.9至1.5米高的风暴潮，其上还会带有大浪，但实际情况缺乏正式记录。陆地上测得与拉里有关的最高风速是在塔巴斯科州卡德纳斯蝎子镇（El Alacrán）记录下的每小时95公里。气旋产生的降雨造成的破坏最为严重，墨西哥东南部的上华雷斯（Upper Juarez）降雨量最高，达629.2毫米。恰帕斯州托尔图格罗（Tortuguero）的24小时降雨量为全国最高，达245.5毫米，另外还有多地记录的24小时降雨量超过100毫米。
墨西哥全国有超过2万1000套房屋因洪灾受损，这其中除拉里的影响外，还包括东太平洋风暴诺拉和奥拉夫造成的破坏。恰帕斯州首府图斯特拉－古铁雷斯周边所受破坏最为严重，有超过9000套房屋受到影响。降水在该国各地引发泥石流，伊达尔戈州中部有2人需要就医。拉里沿途产生的洪灾还导致严重的农作物损失。强烈的阵风导致供电和电话服务中断。拉里一共造成5人丧生，经济损失达5360万美元（2003年美元，相当于2025年的8878萬美元）。
萨尔瓦多在拉里的残留来袭前天气就很潮湿，新的降水引发多场泥石流和洪灾，迫使圣萨尔瓦多成千上万的居民撤离。洪水导致成百上千的房屋受损或被毁。

## 善后
热带风暴拉里与另外两场东太平洋风暴几乎是在同一时间吹袭墨西哥。墨西哥红十字会向全国6587户家庭提供援助，国际红十字与红新月运动呼吁国际社会伸出援手，共计筹得28万4472.8美元善款。墨西哥红十字会向各地发放了共计4000套食品和卫生用品包裹，还发出2750套家用包裹，并给恰帕斯州居民送去超过4300张床垫和5000套学校用具。共有3万8750人从这次行动中受益。